# Полевое (Амурская область)
Полево́е — село в Ивановском районе Амурской области, Россия. Входит в Новоивановский сельсовет.

## География
Село Полевое стоит в двух километрах от левого берега реки Белая (левый приток Зеи), между административным центром Новоивановского сельсовета селом Среднебелое и административным центром Среднебельского сельсовета селом Среднебелая.
Село Полевое расположено к северу от районного центра Ивановского района села Ивановка.
Расстояние до Ивановки (через Берёзовку) — 48 км.
Северо-западнее села Полевое проходит линия ЗабЖД Благовещенск — Белогорск.

## История
В 1971 г. решением Амурского облисполкома Совета депутатов трудящихся присвоино наименование населенному пункту ремонтно-механического завода производственного управления сельского строительства «Амурсельстрой» — село Полевое.

## Население
| 2002 | 2010 | 2012 | 2013 | 2014 | 2015 | 2016 |
| ---- | ---- | ---- | ---- | ---- | ---- | ---- |
| 133  | ↘69  | →69  | →69  | →69  | ↘67  | ↗73  |
| 2017 | 2018 |      |      |      |      |      |
| ↘69  | ↗82  |      |      |      |      |      |

## Инфраструктура
- Сельскохозяйственные предприятия Ивановского района.
- В окрестностях села Полевое расположены воинские части Восточного военного округа.